# Siroco (S-72)
Siroco (S-72) byla ponorka Španělského námořnictva, která sloužila od roku 1983 do roku 2012. Byla to jednotka třídy Galerna.

## Služba
Dne 13. června 1985 se ponorka nacházela ve vodách Cartageny při cvičení a jedinou lodí v blízkosti byl španělský torpédoborec Almirante Valdés. Ponorka a torpédoborec se srazily v 8:52. Velitel torpédoborce Almirante Valdés ihned nařídil své posádce, aby se připravila k boji, protože netušil, že došlo ke srážce s vlastní ponorkou.
Dne 2. června 2010 byla ponorka Siroco citován v některých španělských tiskových a rozhlasových médiích kvůli fotografiím pořízeným obchodníkem s podezřelým vojenským vybavením u pobřeží Sýrie. Jednalo se o misi NATO Active Endeavor, která se konala počátkem března téhož roku.
V květnu 2012 znemožnily škrty centrální vlády kvůli hospodářské krizi investovat nejméně 25 milionů eur do kontraktu s loděnici v Cartageně španělské loďařské firmy Navantia, který byl v posledních dvou letech odkládán, a ve finále byla ponorka vyřazena z provozu.
Po vyřazení z provozu se Španělské námořnictvo snažilo ponorku prodat jiným námořnictvům, např. tureckému nebo thajskému. Poté, co ponorku nikdo nekoupil, byla Siroco sešrotována.

## Technické specifikace
Siroco měřila na délku 67,57 m a na šířku 6,8 m. Ponor dosahoval hloubky 5,4 m a výtlak při ponoření byl 1 740 t. O pohon ponorky se staraly dva dieselové motory SEMT-Pielstick 16PA4V-185VO a 1 elektromotor. Ponorka se mohla ponořit do hloubky až 300 m.

## Výzbroj
Siroco byla vyzbrojena čtyřmi 550mm torpédomety pro dvacet torpéd ECAN L5 Mod 3 a ECAN Fl7 Mod 2 a protilodními raketami SM39 Exocet.